# San Potito Sannitico
San Potito Sannitico è un comune italiano di 1 942 abitanti della provincia di Caserta in Campania.

## Geografia fisica
Il territorio comunale si estende per 22 km² con un'altitudine che varia dai 120 metri sul livello del mare del confine con Alife e Gioia Sannitica ai 1.640 del Monte Pastonico.
Fa parte del parco nazionale del Matese.

## Storia
Il nome deriva da san Potito, santo del II secolo le cui reliquie, scoperte a Tricarico, vennero portate a Benevento da dove si irradiò il culto.
Il territorio comunale è stato abitato sin dall'antichità come hanno testimoniato alcuni ritrovamenti archeologici. In epoca medievale si formò il piccolo borgo che possedeva anche una chiesetta parrocchiale. Nel 1417, a causa della povertà delle rendite e della scarsità degli abitanti, la parrocchiale fu soppressa e incorporata a Piedimonte. Fu ripristinata nel 1601.
Nel XV secolo era denominato Casale Sancti Potiti e dipendeva amministrativamente da Piedimonte Matese.
Sul finire del '600 il piccolo borgo si espanse con l'edificazione di nuove abitazioni popolari e case "palazziate". Furono istituite anche due opere pie dedicate a sant'Antonio e alla Addolorata, confluite nel 1865 nella Congrega di Carità. Nel 1750 fu radicalmente rifatta la chiesa parrocchiale.
Ottenne una prima ridotta autonomia da Piedimonte nel 1615 fino al definitivo distaccamento del 1749. Nel nuovo stemma comunale conservò comunque uno dei tre cipressi contenuti nello stemma di Piedimonte a ricordare il forte legame con la città.
Dal 1862 si chiama San Potito Sannitico.
Dal 1927 al 1945 appartenne alla provincia di Benevento, a seguito della temporanea soppressione della provincia di Caserta in epoca fascista.

### Simboli
Lo stemma del Comune riproduce in campo d'argento un cipresso nodrito su un monte, il tutto al naturale. Il gonfalone è un drappo di azzurro.

## Monumenti e luoghi d'interesse
Il centro storico è caratterizzato per la presenza di diversi palazzetti sette-ottocenteschi sorti lungo la strada provinciale che divide in due parti l'abitato.
La chiesa madre, molto semplice, è stata ricostruita dopo il terremoto del 5 giugno 1688.
In località Torrelle sono siti i resti di una grande villa di epoca romana che era dotata di apposite terme.

## Società

### Evoluzione demografica
Abitanti censiti

## Sport
Nel 1994 nasce l'ASD San Potito Academy squadra accademica di calcio che nel 2019 fece una fusione col settore giovanile del ASD Tre Pini Matese. Nel settembre del 2023 nasce ASD San Potito Academy(prima squadra) iscritta alla terza categoria Campania. Giocherà le sue partite casalinghe nel campo comunale di San Potito Sannitico